# (7626) Iafe
(7626) Iafe – planetoida z pasa głównego asteroid okrążająca Słońce w ciągu 5 lat i 230 dni w średniej odległości 3,16 j.a. Została odkryta 20 sierpnia 1976 roku w Obserwatorium Féliksa Aguilara przez zespół El Leoncito Station. Nazwa planetoidy pochodzi od IAFE (Instituto de Astronomía y Física del Espacio), Argentyńskiego Instytutu Astronomii i Przestrzeni Kosmicznej, założonego w kwietniu 1971 roku. Przed nadaniem nazwy planetoida nosiła oznaczenie tymczasowe (7626) 1976 QL2.